# (9145) Шустов
(9145) Шустов — астероид главного пояса, открытый 1 апреля 1976 года в Крымской астрофизической обсерватории астрономом Черных и названный в честь известного ученого, академика РАН, астронома Бориса Михайловича Шустова.